# Eusebio Bejarano
Eusebio Bejarano Vilaro (Badajoz, 6 maggio 1948) è un ex calciatore spagnolo, di ruolo difensore.

## Carriera
La sua carriera si svolse prevalentemente nell'Atlético Madrid, in cui disputò undici stagioni totalizzando 223 presenze senza mai segnare una rete in campionato. Nel suo palmarès figurano sei trofei, tra cui tre campionati (1969-1970, 1972-1973, 1976-1977) e la Coppa Intercontinentale 1974, durante la quale scese in campo come titolare. 
Terminata l'avventura con i Colchoneros si trasferì allo Sporting Gijón dove un brutto infortunio non gli fece disputare nessuna partita in campionato. Termino la sua carriera l'anno seguente al Badajoz, club che lo aveva lanciato.
Fu convocato in nazionale in una sola occasione, durante un incontro della sezione Under-23 disputato nel 1971.

## Statistiche

### Presenze e reti nei club
Fonte:
| Stagione               | Squadra                | Campionato             | Campionato | Campionato | Coppe nazionali | Coppe nazionali | Coppe nazionali | Coppe continentali | Coppe continentali | Coppe continentali | Altre coppe | Altre coppe | Altre coppe | Totale | Totale |
| Stagione               | Squadra                | Comp                   | Pres       | Reti       | Comp            | Pres            | Reti            | Comp               | Pres               | Reti               | Comp        | Pres        | Reti        | Pres   | Reti   |
| ---------------------- | ---------------------- | ---------------------- | ---------- | ---------- | --------------- | --------------- | --------------- | ------------------ | ------------------ | ------------------ | ----------- | ----------- | ----------- | ------ | ------ |
| 1967-1968              | Badajoz                | SD                     | 14         | 0          | CdG             | 1               | 0               |                    |                    |                    |             |             |             | 15     | 0      |
| 1968-1969              | Atlético Madrid        | PD                     | 23         | 0          | CdG             | 0               | 0               | CdF                | 0                  | 0                  |             |             |             | 23     | 0      |
| 1969-1970              | Atlético Madrid        | PD                     | 22         | 0          | CdG             | 1               | 0               |                    |                    |                    |             |             |             | 23     | 0      |
| 1970-1971              | Atlético Madrid        | PD                     | 13         | 0          | CdG             | 4               | 1               | CdC                | 4                  | 0                  |             |             |             | 21     | 1      |
| 1971-1972              | Atlético Madrid        | PD                     | 9          | 0          | CdG             | 0               | 0               | CU                 | 1                  | 0                  |             |             |             | 10     | 0      |
| 1972-1973              | Atlético Madrid        | PD                     | 13         | 0          | CdG             | 2               | 0               | CC                 | 2                  | 0                  |             |             |             | 17     | 0      |
| 1973-1974              | Atlético Madrid        | PD                     | 22         | 0          | CdG             | 6               | 0               | CdC                | 8                  | 1                  |             |             |             | 38     | 1      |
| 1974-1975              | Atlético Madrid        | PD                     | 23         | 0          | CdG             | 2               | 0               | CU                 | 3                  | 0                  | CI          | 2           | 0           | 30     | 0      |
| 1975-1976              | Atlético Madrid        | PD                     | 28         | 0          | CdG             | 4               | 0               | CC                 | 4                  | 0                  |             |             |             | 36     | 0      |
| 1976-1977              | Atlético Madrid        | PD                     | 28         | 0          | CdR             | 1               | 0               | CC                 | 5                  | 0                  |             |             |             | 34     | 0      |
| 1977-1978              | Atlético Madrid        | PD                     | 26         | 0          | CdR             | 3               | 0               | CdC                | 4                  | 0                  |             |             |             | 33     | 0      |
| 1978-1979              | Atlético Madrid        | PD                     | 16         | 0          | CdR             | 3               | 0               |                    |                    |                    |             |             |             | 19     | 0      |
| Totale Atlético Madrid | Totale Atlético Madrid | Totale Atlético Madrid | 223        | 0          |                 | 26              | 1               |                    | 31                 | 1                  |             | 2           | 0           | 282    | 2      |
| 1979-1980              | Sporting Gijón         | PD                     | 0          | 0          | CdR             | 3               | 0               | CU                 | 0                  | 0                  |             |             |             | 3      | 0      |
| 1980-1981              | Badajoz                | SDB                    | 30         | 0          | CdR             | 2               | 0               |                    |                    |                    |             |             |             | 32     | 0      |
| Totale Badajoz         | Totale Badajoz         | Totale Badajoz         | 44         | 0          |                 | 3               | 0               |                    |                    |                    |             |             |             | 47     | 0      |
| Totale carriera        | Totale carriera        | Totale carriera        | 267        | 0          |                 | 32              | 1               |                    | 31                 | 1                  |             | 2           | 0           |        |        |

## Palmarès
- Campionato spagnolo: 3

1969-1970, 1972-1973, 1976-1977
- Coppa di Spagna: 2

1971-1972, 1975-1976
- Coppa Intercontinentale: 1

1974